# Râul Boghea
Râul Boghea este un curs de apă, afluent al râului Cornet.